# Filimon Sârbu
Filimon Sârbu (n. 10 august 1916, satul Herepeia, comuna Vețel, județul Hunedoara – d. 19 iulie 1941, Închisoarea Jilava) a fost un activist comunist și militant antifascist român, care a fost executat de către autoritățile militare în perioada celui de-al doilea război mondial, fiind acuzat de sabotaj. După instaurarea regimului comunist în România, el a fost declarat erou de autoritățile statului român.

## Biografie
Filimon Sârbu s-a născut la data de 10 august 1916, în satul Herepeia din comuna Vețel (județul Hunedoara), într-o familie de muncitori. Tatăl său era de meserie lucrător la CFR și fusese concediat ca urmare a faptului că a participat la grevele generale din 1920. S-a mutat apoi cu întreaga familie la Constanța, angajându-se tot în cadrul Căilor Ferate. La scurtă vreme după mutarea sa la Constanța, tatăl lui Filimon Sârbu a murit strivit între tampoanele unui tren.
Rămas orfan de tată, Filimon a început să muncească de la vârsta de 14 ani, din 1930, ca ucenic strungar la Atelierele Căpităniei Portului Maritim Constanța. A devenit membru al U.T.C. (Uniunea Tineretului Comunist), această organizație aflându-se atunci în clandestinitate. Deși nu avea multă școală, el s-a instruit autodidact, citind mai multe cărți despre Revoluția din Octombrie și despre lupta clasei muncitoare. A răspândit manifeste comuniste și a participat la întruniri și ședințe conspirative antifasciste.
Aflându-se de activitatea sa politică, Căpitănia Portului Maritim Constanța l-a concediat și apoi poliția l-a arestat pentru o scurtă perioadă. A fost nevoit să lucreze ca hamal în portul Constanța. În anul 1938 a fost încorporat pentru satisfacerea stagiului militar obligatoriu și după expirarea celor trei ani a fost concentrat pentru încă două luni la Hațeg. În aprilie 1941 a fost lăsat la vatră. El a reluat legăturile cu mișcarea comunistă, activând mai întâi la Brașov, apoi, după scurtă vreme la Constanța. În anul 1941 a devenit membru al P.C.R. (Partidul Comunist din România).
După ce a devenit membru al PCR, a primit sarcina de a organiza acte de sabotaj economic împotriva forțelor fasciste din oraș și din portul Constanța. El a primit de asemenea și funcția de secretar al organizației județene Constanța a UTC. După afirmațiile lui Vartan Arachelian și Corneliu Coposu, Sârbu a făcut parte dintr-un grup care a aruncat în aer un depozit de armament german din Constanța și a semnalat noaptea avioanelor militare sovietice obiectivele de bombardat din oraș, încălcând camuflajul instaurat de autorități.
La data de 22 iunie 1941 (zi în care a început Operațiunea Barbarossa), Sârbu participa împreună cu alți patru militanți antifasciști la o întâlnire conspirativă pe Plaja Pescărie din Mamaia. Scopul acelei întâlniri a fost descris de către autorități ca fiind "instigare la acte de sabotaj împotriva ordinii de stat". Ca urmare a unei trădări, Siguranța Statului a aflat de întrunire și i-a arestat pe toți cei cinci conspiratori. După o judecată sumară efectuată de către Curtea Marțială de pe lângă Comandamentul Militar Teritorial din București, Filimon Sârbu a fost condamnat prin sentința judecătorească din 4 iulie 1941 la pedeapsa cu moartea, ceilalți patru activiști judecați în același caz fiind condamnați la un total de 70 de ani de închisoare.
În seara zilei de 19 iulie 1941, Filimon Sârbu a fost dus spre a fi executat prin împușcare în locul cunoscut sub denumirea de Valea Piersicilor de pe terenul Închisorii Jilava. Propaganda comunistă a susținut ulterior că el ar fi cântat Internaționala și Pe-al nostru steag e scris Unire! pe drumul spre locul execuției. Ajuns în fața plutonului de execuție, a refuzat să fie legat la ochi, strigând "Moarte dușmanilor poporului! Trăiască România Liberă!".

## Perpetuarea memoriei sale
Circulara C.C. al P.C.R. din iulie 1941 stabilea ca obiectiv al partidului popularizarea eroilor clasei muncitoare, printre care și Filimon Sârbu. "Trebuie să popularizăm eroii poporului muncitor și ai poporului român, care prin eroismul lor se jertfesc pentru lupta de dezrobire a poporului român. Amintirea eroului tovarăș Filimon Sârbu, primul asasinat de dușmanii poporului român, va trăi în inimile noastre, în inima clasei muncitoare și a întregului popor român".
După ce România a devenit republică populară, numele său a fost dat următoarelor obiective:
- diviziuni administrative - un raion administrativ din regiunea Galați
- localități - comuna Ion I.C. Brătianu din județul Brăila (astăzi orașul Făurei) a purtat în perioada 1950-1952 numele Filimon Sârbu, precum și satele Herepeia (comuna Vețel, județul Hunedoara) și Movilița (comuna Topraisar, județul Constanța) Comuna Izvoarele, Judetul Tulcea
- străzi - în București, Câmpia Turzii, Constanța, Darabani, Pantelimon, Pașcani, Vaslui
- pasaje rutiere - în Constanța
- piețe - în Arad (actuala Piața Catedralei)
- parcuri - în Deva
- școli - Liceul mixt româno-maghiaro-ucrainean din Sighet, Liceul din Brașov, Școala de șase luni a UTM-ului de pe Str. Lipscani (înființată în 1949)
- așezăminte culturale - Ateneul Popular din Roșiorii de Vede, Cenaclul de pe lângă Uniunea Scriitorilor din RPR din orașul Constanța, sala de pe Strada Icoanei a Teatrul Municipal București (azi Teatrul Bulandra)
- întreprinderi - Fabrica de ulei din București, o întreprindere în Galați, Gospodăria Agricolă Colectivă din orașul Mizil, Gospodăria Agricolă Colectivă din satul Gorneni - județul Giurgiu etc.

La 15 martie 1948 Poșta Română a tipărit un plic și un timbru triunghiular cu imaginea sa pe care era elogiat astfel "Și-a jertfit viața pentru progresul social". În anul 1951, cu prilejul comemorării a 10 ani de la moartea sa, Poșta a emis o maximă filatelică și un timbru pe care era reprezentat chipul său, fiind scris următorul text "Filimon Sârbu, Erou al Tineretului, 1916-1941".

## Legături externe
- ro  Filimon Sârbu Arhivat în 4 septembrie 2011, la Wayback Machine.